# Click-B
A Click-B dél-koreai fiúegyüttest 1999-ben hozta létre a DSP Media. 2003-ban három tag kivált az együttesből és a Click-B négy taggal folytatta tovább.
2011-ben a hét tag együtt két kislemezt adott ki, To Be Continued és Empty Seats címmel. 2015-ben az együttes Reborn címmel adott ki új lemezt.

## Diszkográfia
Stúdióalbumok
- 1999: Click-B
- 2000: Challenge
- 2001: Click-B3
- 2001:  너에게...'편지'
- 2003: Cowboy
- 2006: Smile (remake album)
- 2015: Reborn

Kislemezek
- 2011: To Be Continued
- 2011: 빈 자리 (Empty Seats)

Válogatáslemezek
- 2004: The Best Of Click-B

## Fordítás
- Ez a szócikk részben vagy egészben  a   Click-B című angol Wikipédia-szócikk fordításán alapul.  Az eredeti cikk szerkesztőit annak laptörténete sorolja fel. Ez a jelzés csupán a megfogalmazás eredetét és a szerzői jogokat jelzi, nem szolgál a cikkben szereplő információk forrásmegjelöléseként.